# Loire 250
Il Loire 250 fu un aereo da caccia monomotore ad ala bassa sviluppato dall'azienda francese Société anonyme Loire-Nieuport, verso la metà degli anni trenta del XX secolo e rimasto allo stadio di prototipo.

## Storia del progetto
Il 13 luglio 1934 il Ministère de l'Air emise una specifica relativa ad un programma relativo ad un aereo da caccia monoposto (C1). Modificato a più riprese, il 16 novembre 1935 questo programma fu suddiviso in due distinte categorie: un caccia leggero propulso da un motore da 400 a 500 CV, e uno pesante dotato di motore da 800 a 1000 CV. Quest'ultima categoria portò allo sviluppo di quattro aerei monoposto ad ala bassa, di costruzione interamente metallica e dotati di carrello d'atterraggio retrattile. Si trattava del Bloch MB 150, del Dewoitine D.513, del Loire-Nieuport LN 161 e del Loire 250. Ad essi si aggiunse poi un quinto concorrente il Morane-Saulnier MS.405, dotato di una struttura tubolare parzialmente ricoperta di tela.

## Descrizione tecnica
Progettato dall’ingegnere Asselot, il Loire 250 era un monoplano ad ala bassa di costruzione interamente metallica. L’ala bilongherone, con rivestimento lavorante, includeva un piano centrale senza diedro al fine di aumentare la visibilità verso il basso, e dotata di alette sull’intradosso al fine di ottenere una velocità di atterraggio pari a 100 km/h. Le semiali esterne, di forma trapezoidale, avevano diedro positivo. La fusoliera, relativamente compatta, era posizionata dietro al grande motore Hispano-Suiza 14Ha-79 racchiuso da una capottatura NACA. Di sezione circolare nella parte anteriore, dove si trovava un serbatoio carburante della capacità di 330 litri, la fusoliera diveniva di sezione ovoidale a partire dal retro del sedile del pilota e si concludeva con un classico impennaggio di coda. L’abitacolo era chiuso da una capotta trasparente, che si apriva per scorrimento all’indietro, ed era riscaldato. Il carrello d'atterraggio era triciclo posteriore retrattile, con le gambe principali che rientravano verso l’interno con azionamento idraulico. Il ruotino di coda era fisso.
Il propulsore radiale Hispano-Suiza 14Ha-7a a 14 cilindri a doppia stella, erogava una potenza di 1 000 cavalli vapore (740 kW) ed azionava un'elica tripala metallica a passo variabile in volo. L'armamento previsto si basava su due cannoni Hispano-Suiza HS.9 da 20 mm, sincronizzati, con 60 colpi per arma e due mitragliatrici MAC 1934 da 7,5 mm con 300 colpi per arma.

## Impiego operativo
Motorizzato da un propulsore Hispano-Suiza 14Ha-7 da 1000 CV, il prototipo volò per la prima volta il 28 settembre 1935 nelle mani del collaudatore Joseph Sadi-Lecointe. Dotato di un’elica lignea bipala a passo fisso, l'aereo mise in luce prestazioni inizialmente deludenti. Il Loire 250 si dimostrò instabile e ricevette numerose modifiche aerodinamiche; venne ridisegnata la deriva verticale per migliorare la stabilità e fu installata un’elica tripala a passo variabile Hamilton-Standard. Nondimeno il caccia si dimostrò incapace di raggiungere la velocità massima richiesta dalla specifica, pari ad "almeno 485 km/h", toccando i 480 km/h e salendo a 4500 m in 5 minuti e 30 secondi. Il modello venne presentato al pubblico in occasione del 15º Salon d'Aviation di Le Bourget ed esposto al Grand Palais tra il 13 e il 29 novembre 1936. Al termine dell’esposizione il prototipo raggiunse il Centre d'Essais de Matériels Aériens (CEMA) di Villacoublay per effettuare le prove ufficiali ma non fu presentato dalla Société Loire-Nieuport a causa della nazionalizzazione subita. Eliminato dalla competizione, il prototipo del Loire 250 fu semplicemente abbandonato nella parte posteriore di un hangar dell'aeroporto di Villacoublay.

### Annotazioni
1. ↑  Costruita su licenza dalla Hispano-Suiza.

### Fonti
1. ↑  Green, Swamborough 1997, p. 354.
2. 1 2 3 4 5 6 7 8  Virtual Aircraft Museum.
3. 1 2 3 4 5  Bonte 1974, p. 165.
4. 1 2 3 4 5 6 7 8 9  Orbis 1985, p. 2379
5. 1 2 3  Flight n. 1456 del 19 novembre 1936, p. 542-543.